# Segona divisió espanyola de futbol 2021-2022
La temporada de futbol 2021-22 de Segona Divisió (coneguda com a LaLiga SmartBank per motius de patrocini) va ser la 91a des de la seva creació a Espanya.

## Equips

### Canvis d'equip
| Ascens de Segona Divisió B 2020–21                  | Descendit de la Lliga 2020-21       | Ascens a la Lliga 2021-22                | Descendit a la primera divisió RFEF 2021-22           |
| --------------------------------------------------- | ----------------------------------- | ---------------------------------------- | ----------------------------------------------------- |
| Burgos CF Reial Societat B SD Amorebieta UE Eivissa | SD Huesca Reial Valladolid SD Eibar | RCD Espanyol RCD Mallorca Rayo Vallecano | Albacete Balompié CE Castelló UD Logroñés CE Sabadell |

### Ascens i descens (pretemporada)
Un total de 22 equips disputaren la lliga, incloent-hi 15 equips de la temporada 2020-21, tres descendits de la Lliga 2020-21 i quatre promocionats de la Segona Divisió B 2020-21. Això inclourà els guanyadors dels play-offs.
Equips ascendits a la Lliga de primera divisió
El 8 de maig de 2021, l'Espanyol es va convertir en el primer equip en ascendir matemàticament, assegurat el retorn a la màxima categoria després d'un empat a 0 contra el Saragossa. El segon equip que va aconseguir l'ascens va ser el RCD Mallorca, després de la derrota per 2-3 de l'Almeria davant el Cartagena el 18 de maig de 2021. Els dos equips van tornar immediatament a la primera divisió després d'una temporada fora. L'últim equip ascendit a la primera divisió va ser el Rayo Vallecano en vèncer al CD Leganés per 5-1 i al Girona FC per 3-2 en el play-off d'ascens.
Equips descendits de la Lliga de primera divisió
El primer equip que va baixar de la Lliga va ser l'SD Eibar, després d'una derrota per 1–4 davant el València el 16 de maig de 2021, posant fi a la seva estada de set anys al primer nivell. El segon equip que va baixar va ser el Valladolid, després de la derrota a casa per 1-2 contra l'Atlètic de Madrid el 22 de maig de 2021, en el seu darrer partit de la temporada, i va acabar amb la seva estada de tres anys a la primera categoria. El tercer i últim equip que va baixar va ser l'Osca, després d'empatar 0-0 contra el València el 22 de maig de 2021 en el seu darrer partit de la temporada, patint un retorn immediat a la segona divisió.
Equips descendits a primera divisió RFEF
El primer equip que va baixar de Segona Divisió va ser l'Albacete Balompié, després d'un 1-1 contra el Lugo el 18 de maig de 2021, que va posar fi a la seva estada de quatre anys a la segona. A l'Albacete el van seguir Castelló, Logroñés i Sabadell. Els tres d'aquests clubs van baixar el 30 de maig de 2021, fent un retorn immediat a la tercera categoria després d'una sola temporada a Segona Divisió.
Equips ascendits des de Segona Divisió B
Després dels play-offs, el primer equip que va aconseguir l'ascens va ser la Reial Societat B després de derrotar l'Algesires el 22 de maig de 2021. Ascens a segona divisió per primer cop en 59 anys. El segon equip que va aconseguir l'ascens va ser l'Amorebieta el 22 de maig de 2021 després de vèncer el Badajoz. El tercer equip que va aconseguir l'ascens va ser l'Eivissa el 23 de maig de 2021 després de derrotar l'UCAM Múrcia. Per als dos equips vencedors, aquesta va ser el primer ascens a la segona divisió. El quart i darrer equip que va aconseguir l'ascens va ser el Burgos després de derrotar l'Athletic Club B el 23 de maig de 2021. Aquesta va ser la seva segona temporada a Segona Divisió, essent l'última la 2001–02, on va acabar descendint.

### Estadis i localitzacions
| Equip            | Ubicació               | Estadi                    | Capacitat |
| ---------------- | ---------------------- | ------------------------- | --------- |
| Alcorcón         | Alcorcón               | Sant Domingo              | 5.100     |
| UD Almeria       | Almeria                | Jocs Mediterranis         | 15.000    |
| Amorebieta       | Amorebieta-Etxano      | Lezama (camp 2)           | 3.250     |
| Burgos           | Burgos                 | El Plantío                | 12.194    |
| Cartagena        | Cartagena              | Cartagonova               | 15.105    |
| SD Eibar         | Eibar                  | Ipurua                    | 8.164     |
| Fuenlabrada      | Fuenlabrada            | Fernando Torres           | 5.400     |
| Girona FC        | Girona                 | Montilivi                 | 0         |
| Osca             | Osca                   | El Alcoraz                | 7.638     |
| Eivissa          | Eivissa                | Can Misses                | 4.500     |
| UD Las Palmas    | Las Palmas             | Gran Canària              | 31.250    |
| Leganés          | Leganés                | Butarque                  | 12.450    |
| Lugo             | Lugo                   | Anxo Carro                | 7.070     |
| Màlaga           | Màlaga                 | La Rosaleda               | 30.044    |
| Mirandès         | Miranda de Ebro        | Anduva                    | 5.759     |
| Reial Oviedo     | Oviedo                 | Carlos Tartiere           | 30.500    |
| Ponferradina     | Ponferrada             | El Toralín                | 8.400     |
| Reial Societat B | Sant Sebastià          | Anoeta                    | 40.000    |
| Sporting Gijón   | Gijón                  | El Molinón                | 30.000    |
| Tenerife         | Santa Cruz de Tenerife | Heliodoro Rodríguez López | 22.824    |
| Valladolid       | Valladolid             | José Zorrilla             | 28.012    |
| Saragossa        | Saragossa              | La Romareda               | 34        |

Notes
1. ↑  El 17 de juny de 2021, l'Amorebieta va acordar amb l'Athletic Club de jugar a Lezama, ja que la seva seu, Urritxe, era "impracticable" per jugar en la categoria.[5]

### Personal i patrocini
| Equip           | Entrenador            | Capità              | Fabricant de la samarreta | Espònsor principal      |
| --------------- | --------------------- | ------------------- | ------------------------- | ----------------------- |
| Alcorcón        | Fran Fernández        | Laure               | Kappa                     | Eneryeti Energy Drink   |
| Almería         | Rubi                  | Fernando            | Puma                      | Arabian Centres         |
| Amorebieta      | Haritz Mújika         | Iker Seguín         | Kappa                     | Sidenor                 |
| Burgos          | Julián Calero         | Eneko Undabarrena   | Adidas                    | Reale Seguros           |
| Cartagena       | Luis Carrión          | Alberto de la Bella | Adidas                    | Talasur Group           |
| Eibar           | Gaizka Garitano       | Anaitz Arbilla      | Joma                      |                         |
| Fuenlabrada     | José Ramón Sandoval   | Juanma Marrero      | Joma                      | Grupo Avimosa           |
| Girona          | Míchel                | Aday                | Puma                      | Gosbi                   |
| Huesca          | Xisco Muñoz           | Jorge Pulido        | Nike                      | Huesca La Magia         |
| Ibiza           | Paco Jémez            | Fran Grima          | Nike                      | Power Electronics       |
| Las Palmas      | García Pimienta       | Maikel Mesa         | Hummel                    | Gran Canaria            |
| Leganés         | Mehdi Nafti           | Unai Bustinza       | Joma                      | Urbas Grupo Financiero  |
| Lugo            | Rubén Albés           | Carlos Pita         | Kappa                     | Estrella Galicia        |
| Málaga          | Pablo Guede           | Ismael Casas        | Nike                      | Sabor a Málaga          |
| Mirandés        | Joseba Etxeberria     | Raúl Lizoain        | Adidas                    | Miranda Empresas        |
| Oviedo          | José Ángel Ziganda    | Bolaño              | Adidas                    | Digi Communications     |
| Ponferradina    | Bolo                  | Yuri                | Adidas                    | Herrero Brigantina      |
| Real Sociedad B | Xabi Alonso           | Roberto López       | Macron                    | Kutxabank               |
| Sporting Gijón  | Abelardo              | Pablo Pérez         | Nike                      | Integra Energía         |
| Tenerife        | Lluís Miquel Ramis    | Aitor Sanz          | Hummel                    | Turismo Tenerife        |
| Valladolid      | Pacheta               | Jordi Masip         | Adidas                    | Estrella Galicia        |
| Zaragoza        | Juan Ignacio Martínez | Alberto Zapater     | Adidas                    | Green Botanic Pharmacie |

### Canvis d'entrenador
| Equip          | Entrenador sortint   | Manera de sortida | Data de sortida  | Posició a la taula | Entrenador entrant  | Data de fitxatge |
| -------------- | -------------------- | ----------------- | ---------------- | ------------------ | ------------------- | ---------------- |
| Valladolid     | Sergio González      | Cessat            | 23 maig 2021     | Pretemporada       | Pacheta             | 16 juny 2021     |
| Eibar          | José Luis Mendilibar | Acord mutu        | 25 maig 2021     | Pretemporada       | Gaizka Garitano     | 7 juny 2021      |
| Huesca         | Pacheta              | Acord mutu        | 25 maig 2021     | Pretemporada       | Ignacio Ambriz      | 28 juny 2021     |
| Málaga         | Sergio Pellicer      | Dimissió          | 31 maig 2021     | Pretemporada       | José Alberto        | 1 juny 2021      |
| Mirandés       | José Alberto         | Signa pel Málaga  | 1 juny 2021      | Pretemporada       | Lolo Escobar        | 4 juny 2021      |
| Girona         | Francisco            | Acord mutu        | 30 juny 2021     | Pretemporada       | Míchel              | 9 juliol 2021    |
| Alcorcón       | Juan Antonio Anquela | Cessat            | 18 setembre 2021 | 22è                | Jorge Romero        | 18 setembre 2021 |
| Huesca         | Ignacio Ambriz       | Cessat            | 25 octubre 2021  | 12è                | Xisco Muñoz         | 27 octubre 2021  |
| Leganés        | Asier Garitano       | Cessat            | 30 octubre 2021  | 20è                | Mehdi Nafti         | 31 octubre 2021  |
| Alcorcón       | Jorge Romero         | Cessat            | 2 novembre 2021  | 22è                | Fran Fernández      | 2 novembre 2021  |
| Fuenlabrada    | José Luis Oltra      | Cessat            | 14 desembre 2021 | 19è                | Sergio Pellicer     | 15 desembre 2021 |
| Ibiza          | Juan Carlos Carcedo  | Cessat            | 18 desembre 2021 | 16è                | Paco Jémez          | 26 desembre 2021 |
| Las Palmas     | Pepe Mel             | Cessat            | 23 gener 2022    | 7è                 | García Pimienta     | 24 gener 2022    |
| Málaga         | José Alberto         | Cessat            | 25 gener 2022    | 14è                | Natxo González      | 27 gener 2022    |
| Mirandés       | Lolo Escobar         | Cessat            | 13 febrer 2022   | 17è                | Joseba Etxeberria   | 14 febrer 2022   |
| Sporting Gijón | David Gallego        | Cessat            | 22 febrer 2022   | 15è                | Josep Lluís Martí   | 23 febrer 2022   |
| Fuenlabrada    | Sergio Pellicer      | Cessat            | 6 març 2022      | 20è                | José Ramón Sandoval | 7 març 2022      |
| Amorebieta     | Iñigo Vélez          | Cessat            | 8 març 2022      | 20è                | Haritz Mújika       | 8 març 2022      |
| Málaga         | Natxo González       | Cessat            | 2 abril 2022     | 18è                | Pablo Guede         | 2 abril 2022     |
| Sporting Gijón | Josep Lluís Martí    | Cessat            | 3 maig 2022      | 17è                | Abelardo            | 3 maig 2022      |

## Taula de creuaments

### Classificacions
| Pos | Equip                | PJ | PG | PE | PP | GF | GC | DG  | Pts | Classificació o descens           |
| --- | -------------------- | -- | -- | -- | -- | -- | -- | --- | --- | --------------------------------- |
| 1   | UD Almería (C, P)    | 42 | 24 | 9  | 9  | 68 | 35 | +33 | 81  | Promoció a La Liga                |
| 2   | Reial Valladolid (P) | 42 | 24 | 9  | 9  | 71 | 43 | +28 | 81  | Promoció a La Liga                |
| 3   | SD Eibar             | 42 | 23 | 11 | 8  | 61 | 45 | +16 | 80  | Classifica als play-offs d'ascens |
| 4   | UD Las Palmas        | 42 | 19 | 13 | 10 | 57 | 47 | +10 | 70  | Classifica als play-offs d'ascens |
| 5   | CD Tenerife          | 42 | 20 | 9  | 13 | 53 | 37 | +16 | 69  | Classifica als play-offs d'ascens |
| 6   | Girona FC (O, P)     | 42 | 20 | 8  | 14 | 57 | 42 | +15 | 68  | Classifica als play-offs d'ascens |
| 7   | Reial Oviedo         | 42 | 17 | 17 | 8  | 57 | 41 | +16 | 68  |                                   |
| 8   | SD Ponferradina      | 42 | 17 | 12 | 13 | 57 | 55 | +2  | 63  |                                   |
| 9   | FC Cartagena         | 42 | 18 | 6  | 18 | 63 | 57 | +6  | 60  |                                   |
| 10  | Reial Saragossa      | 42 | 12 | 20 | 10 | 39 | 46 | −7  | 56  |                                   |
| 11  | Burgos CF            | 42 | 15 | 10 | 17 | 41 | 41 | 0   | 55  |                                   |
| 12  | CD Leganés           | 42 | 13 | 15 | 14 | 50 | 51 | −1  | 54  |                                   |
| 13  | SD Huesca            | 42 | 13 | 15 | 14 | 49 | 44 | +5  | 54  |                                   |
| 14  | CD Mirandés          | 42 | 15 | 7  | 20 | 58 | 62 | −4  | 52  |                                   |
| 15  | UE Eivissa           | 42 | 12 | 16 | 14 | 53 | 59 | −6  | 52  |                                   |
| 16  | CD Lugo              | 42 | 10 | 20 | 12 | 46 | 52 | −6  | 50  |                                   |
| 17  | Sporting de Gijón    | 42 | 11 | 13 | 18 | 43 | 48 | −5  | 46  |                                   |
| 18  | Màlaga CF            | 42 | 11 | 12 | 19 | 36 | 57 | −21 | 45  |                                   |
| 19  | SD Amorebieta (R)    | 42 | 9  | 16 | 17 | 44 | 63 | −19 | 43  | Baixa a Primera Divisió RFEF      |
| 20  | Reial Societat B (R) | 42 | 10 | 10 | 22 | 43 | 61 | −18 | 40  | Baixa a Primera Divisió RFEF      |
| 21  | CF Fuenlabrada (R)   | 42 | 6  | 15 | 21 | 39 | 65 | −26 | 33  | Baixa a Primera Divisió RFEF      |
| 22  | AD Alcorcón (R)      | 42 | 6  | 11 | 25 | 37 | 71 | −34 | 29  | Baixa a Primera Divisió RFEF      |

1. ↑  L'Almería termina per davant del Valladolid pel resultat favorable en els enfrontaments directes: Almería 3–1 Valladolid, Valladolid 2–2 Almería.
2. ↑  El Girona termina per davant de l'Oviedo pel resultat favorable en els enfrontaments directes: Girona 2–1 Oviedo, Oviedo 0–0 Girona.
3. ↑  El Leganés termina per davant del Huesca pel resultat favorable en els enfrontaments directes: Leganés 2–1 Huesca, Huesca 0–2 Leganés.
4. ↑  El Mirandés termina per davant de l'Eivissa pel resultat favorable en els enfrontaments directes: Mirandés 4–0 Ibiza, Ibiza 0–2 Mirandés.

### Resultats
| Casa \ Fora       | ALC | ALM | AMO | BUR | CAR | EIB | FUE | GIR | HUE | IBI | LPA | LEG | LUG | MGA | MIR | OVI | PON | RSO | SPO | TFE | VLD | ZAR |
| ----------------- | --- | --- | --- | --- | --- | --- | --- | --- | --- | --- | --- | --- | --- | --- | --- | --- | --- | --- | --- | --- | --- | --- |
| AD Alcorcón       | —   | 0–4 | 2–2 | 1–0 | 1–1 | 1–0 | 0–2 | 0–1 | 1–0 | 0–2 | 0–2 | 3–3 | 1–1 | 0–1 | 0–0 | 1–2 | 2–2 | 1–4 | 1–1 | 0–2 | 1–2 | 1–2 |
| UD Almería        | 1–1 | —   | 3–0 | 2–0 | 0–1 | 0–2 | 3–1 | 0–1 | 0–0 | 2–0 | 1–1 | 1–0 | 3–3 | 2–0 | 2–1 | 2–1 | 3–0 | 3–1 | 1–0 | 3–1 | 3–1 | 3–0 |
| SD Amorebieta     | 0–0 | 2–1 | —   | 2–2 | 2–3 | 1–1 | 2–1 | 1–0 | 1–0 | 3–1 | 1–1 | 1–3 | 1–3 | 1–2 | 1–0 | 1–1 | 1–0 | 1–2 | 1–1 | 1–1 | 4–1 | 1–1 |
| Burgos CF         | 3–1 | 0–2 | 2–2 | —   | 1–1 | 0–1 | 2–0 | 0–0 | 3–1 | 2–1 | 0–0 | 4–0 | 1–1 | 3–0 | 1–0 | 0–1 | 1–0 | 0–0 | 0–0 | 1–0 | 3–0 | 0–1 |
| FC Cartagena      | 3–1 | 1–3 | 5–0 | 1–0 | —   | 4–1 | 3–0 | 3–0 | 0–3 | 5–1 | 0–2 | 0–0 | 2–1 | 3–1 | 3–0 | 1–2 | 0–1 | 1–0 | 1–0 | 1–1 | 2–3 | 3–0 |
| SD Eibar          | 2–1 | 1–0 | 1–0 | 2–0 | 2–1 | —   | 0–0 | 4–2 | 2–1 | 3–1 | 2–2 | 1–1 | 1–0 | 2–2 | 1–1 | 1–0 | 0–1 | 3–2 | 3–2 | 2–0 | 0–2 | 2–0 |
| CF Fuenlabrada    | 2–2 | 1–1 | 0–0 | 1–2 | 2–1 | 0–0 | —   | 1–2 | 2–3 | 1–2 | 3–2 | 2–1 | 1–1 | 1–0 | 1–1 | 0–0 | 2–3 | 1–2 | 0–0 | 1–2 | 0–0 | 1–1 |
| Girona FC         | 3–1 | 1–2 | 2–0 | 3–1 | 2–0 | 0–1 | 2–1 | —   | 1–3 | 5–1 | 0–0 | 3–0 | 1–1 | 1–0 | 2–0 | 2–1 | 3–0 | 2–0 | 1–2 | 0–1 | 1–0 | 1–1 |
| SD Huesca         | 0–0 | 1–1 | 1–1 | 1–0 | 2–0 | 2–0 | 0–0 | 0–1 | —   | 0–0 | 0–0 | 0–2 | 1–0 | 0–0 | 4–0 | 1–2 | 1–2 | 3–2 | 1–1 | 1–2 | 3–2 | 1–1 |
| UE Eivissa        | 6–2 | 0–1 | 1–1 | 2–0 | 2–1 | 2–0 | 3–1 | 1–1 | 2–1 | —   | 1–1 | 1–1 | 1–1 | 2–2 | 0–2 | 1–1 | 0–1 | 2–2 | 0–2 | 0–0 | 1–2 | 2–2 |
| UD Las Palmas     | 3–0 | 1–1 | 1–0 | 0–2 | 4–1 | 0–1 | 2–1 | 1–3 | 2–1 | 1–1 | —   | 4–2 | 2–2 | 2–1 | 1–0 | 2–1 | 2–1 | 0–0 | 1–0 | 2–1 | 1–1 | 2–3 |
| CD Leganés        | 1–0 | 2–2 | 1–0 | 0–0 | 1–1 | 2–3 | 3–2 | 1–1 | 2–1 | 1–2 | 4–1 | —   | 1–1 | 0–3 | 2–0 | 0–0 | 1–1 | 1–1 | 1–1 | 1–2 | 0–2 | 2–1 |
| CD Lugo           | 1–0 | 2–1 | 1–1 | 1–0 | 1–0 | 2–2 | 1–3 | 1–0 | 3–2 | 0–0 | 2–0 | 0–0 | —   | 1–0 | 2–1 | 1–1 | 1–2 | 0–0 | 1–1 | 0–2 | 0–2 | 1–1 |
| Màlaga CF         | 1–0 | 0–1 | 1–2 | 0–1 | 1–1 | 1–3 | 1–0 | 2–0 | 0–2 | 0–5 | 2–1 | 0–2 | 1–0 | —   | 0–0 | 0–0 | 0–0 | 2–1 | 2–2 | 1–0 | 2–2 | 1–1 |
| CD Mirandés       | 1–3 | 1–4 | 2–0 | 3–1 | 2–1 | 3–3 | 5–1 | 1–2 | 0–1 | 4–0 | 4–2 | 1–2 | 3–2 | 3–0 | —   | 1–1 | 3–1 | 2–0 | 0–3 | 2–1 | 0–1 | 2–0 |
| Reial Oviedo      | 3–1 | 2–0 | 2–0 | 1–3 | 2–0 | 1–1 | 3–0 | 0–0 | 3–3 | 3–2 | 1–1 | 1–0 | 2–2 | 2–1 | 3–0 | —   | 2–0 | 0–1 | 1–1 | 0–0 | 3–0 | 3–3 |
| SD Ponferradina   | 1–0 | 1–0 | 1–1 | 3–1 | 4–2 | 2–2 | 0–0 | 2–1 | 1–1 | 1–1 | 1–2 | 0–3 | 3–1 | 4–0 | 2–1 | 1–2 | —   | 3–2 | 4–1 | 1–2 | 2–2 | 0–0 |
| Reial Societat B  | 2–4 | 0–2 | 2–1 | 0–1 | 1–2 | 2–3 | 0–0 | 1–2 | 0–2 | 0–1 | 0–1 | 1–0 | 1–1 | 2–0 | 1–3 | 1–1 | 1–1 | —   | 2–1 | 1–2 | 0–2 | 1–2 |
| Sporting de Gijón | 1–0 | 0–1 | 2–1 | 1–0 | 4–1 | 0–1 | 1–1 | 2–1 | 1–1 | 0–1 | 0–1 | 2–1 | 1–1 | 2–1 | 2–1 | 0–1 | 2–3 | 0–1 | —   | 1–2 | 1–2 | 1–2 |
| CD Tenerife       | 1–0 | 0–1 | 2–1 | 4–0 | 1–2 | 0–1 | 3–1 | 2–1 | 0–0 | 2–0 | 0–1 | 0–0 | 1–1 | 0–2 | 1–2 | 4–0 | 2–0 | 2–0 | 0–0 | —   | 1–4 | 1–1 |
| Reial Valladolid  | 2–0 | 2–2 | 5–1 | 1–0 | 2–0 | 2–0 | 3–0 | 2–2 | 3–0 | 1–1 | 0–1 | 1–0 | 4–1 | 1–1 | 3–1 | 2–1 | 2–0 | 1–2 | 1–0 | 0–2 | —   | 2–0 |
| Reial Saragossa   | 0–3 | 2–0 | 1–1 | 0–0 | 0–1 | 1–0 | 2–1 | 1–0 | 0–0 | 0–0 | 2–1 | 0–2 | 1–0 | 1–1 | 1–1 | 0–0 | 1–1 | 1–1 | 2–0 | 0–2 | 0–0 | —   |

## Play-off d'ascens
|  | Semifinals | Semifinals               | Semifinals  | Semifinals | Semifinals |   |   | Final     | Final | Final | Final | Final |
|  |            |                          |             |            |            |   |   |           |       |       |       |       |
|  | 3          | SD Eibar                 | 1           | 0          | 1          |   |   |           |       |       |       |       |
|  | 6          | Girona FC (temps afegit) | 0           | 2          | 2          |   |   |           |       |       |       |       |
|  |            |                          |             |            |            |   | 6 | Girona FC | 0     | 3     | 3     |       |
|  |            | 5                        | CD Tenerife | 0          | 1          | 1 |   |           |       |       |       |       |
|  | 4          | UD Las Palmas            | 0           | 1          | 1          |   |   |           |       |       |       |       |
|  | 5          | CD Tenerife              | 1           | 2          | 3          |   |   |           |       |       |       |       |

## Estadístiques de temporada

### Màxims golejadors
| Classificació | Jugador          | Club           | Gols |
| ------------- | ---------------- | -------------- | ---- |
| 1             | Borja Bastón     | Oviedo         | 22   |
| 1             | Cristhian Stuani | Girona         | 22   |
| 3             | Stoichkov        | Eibar          | 21   |
| 4             | Rubén Castro     | Cartagena      | 20   |
| 4             | Shon Weissman    | Valladolid     | 20   |
| 6             | Umar Sadiq       | Almeria        | 18   |
| 7             | Sergio Camello   | Mirandés       | 15   |
| 8             | Uroš Đurđević    | Sporting Gijón | 14   |
| 8             | Jaime Seoane     | Osca           | 14   |
| 8             | Jonathan Viera   | Las Palmas     | 14   |
| 8             | Yuri             | Ponferradina   | 14   |

### Assistències
| Classificació | Jugador            | Club         | Assistències |
| ------------- | ------------------ | ------------ | ------------ |
| 1             | Rodrigo Riquelme   | Mirandés     | 12           |
| 2             | Borja Sánchez      | Oviedo       | 10           |
| 3             | Umar Sadiq         | Almeria      | 9            |
| 4             | Pablo de Blasis    | Cartagena    | 8            |
| 4             | Rubén Pardo        | Leganés      | 8            |
| 4             | Francisco Portillo | Almeria      | 8            |
| 7             | Mateusz Bogusz     | Eivissa      | 7            |
| 7             | Fran Gámez         | Saragossa    | 7            |
| 7             | Gaizka Larrazabal  | Amorebieta   | 7            |
| 7             | José Antonio Ríos  | Ponferradina | 7            |

### Trofeu Zamora
El Trofeu Zamora va ser atorgat pel diari Marca al porter amb la ràtio de gols a partits més baixa. Un porter havia d'haver jugat almenys 28 partits de 60 minuts o més per poder optar al trofeu.
| Classificació | Jugador         | Club     | Gols en contra | Partits | Mitjana |
| ------------- | --------------- | -------- | -------------- | ------- | ------- |
| 1             | Fernando        | Almeria  | 33             | 41      | 0,80    |
| 2             | Juan Soriano    | Tenerife | 35             | 41      | 0,85    |
| 3             | Joan Femenías   | Oviedo   | 41             | 42      | 0,98    |
| 4             | Juan Carlos     | Girona   | 39             | 38      | 1.03    |
| 5             | Alfonso Herrero | Burgos   | 29             | 28      | 1.04    |

### Hat-tricks
| Jugador          | Per        | En contra  | Resultat | Data                  | Ronda | Ref. |
| ---------------- | ---------- | ---------- | -------- | --------------------- | ----- | ---- |
| Dyego Sousa      | Almeria    | Mirandés   | 4–1 (A)  | 24 d'octubre de 2021  | 12    |      |
| Cristhian Stuani | Girona     | Alcorcón   | 3–1 (H)  | 4 de novembre de 2021 | 14    |      |
| Juanma           | Burgos     | Leganés    | 4–0 (H)  | 23 de gener de 2022   | 24    |      |
| Sergio León      | Valladolid | Amorebieta | 5–1 (H)  | 27 de febrer de 2022  | 29    |      |
| Rubén Castro     | Cartagena  | Amorebieta | 5–0 (H)  | 21 de maig de 2022    | 41    |      |

Nota
(H) – Casa ; (A) – Fora

### Disciplina

#### Jugador
- Més targetes grogues: 15
  -  Roque Mesa (Valladolid)
- Més targetes vermelles: 3
  -  Alberto Escassi (Màlaga)

#### Equip
- Més targetes grogues: 124
  - Fuenlabrada
- Més targetes vermelles: 11
  - Fuenlabrada
- Menys targetes grogues: 77
  - Reial Societat B
- Menys targetes vermelles: 2
  - Burgos
  - Saragossa

## Premis

### Mensual
| Mes         | Jugador del mes  | Jugador del mes | Referència |
| Mes         | Jugador          | Club            | Referència |
| ----------- | ---------------- | --------------- | ---------- |
| Octubre     | Stoichkov        | Eibar           | [ 70 ]     |
| de novembre | Fernando         | Almeria         | [ 71 ]     |
| desembre    | Cristhian Stuani | Girona          | [ 72 ]     |
| gener       | Sergio Castel    | Eivissa         | [ 73 ]     |
| febrer      | Umar Sadiq       | Almeria         | [ 74 ]     |
| març        | Nahuel Bustos    | Girona          | [ 75 ]     |
| Abril       | Borja Bastón     | Oviedo          | [ 76 ]     |
| maig        | Jonathan Viera   | Las Palmas      | [ 77 ]     |

## Nombre d'equips per regió
| Posició | Regió               | Número | Equips                                     |
| ------- | ------------------- | ------ | ------------------------------------------ |
| 1       | Castella i Lleó     | 4      | Burgos, Mirandès, Ponferradina, Valladolid |
| 2       | País Basc           | 3      | Amorebieta, SD Eibar, Reial Societat B     |
| 2       | Comunitat de Madrid | 3      | Alcorcón, Fuenlabrada, Leganés             |
| 4       | Andalusia           | 2      | UD Almeria, Màlaga                         |
| 4       | Aragó               | 2      | Osca, Saragossa                            |
| 4       | Astúries            | 2      | Reial Oviedo, Sporting Gijón               |
| 4       | Illes Canàries      | 2      | UD Las Palmas, Tenerife                    |
| 8       | Illes Balears       | 1      | Eivissa                                    |
| 8       | Catalunya           | 1      | Girona FC                                  |
| 8       | Galícia             | 1      | Lugo                                       |
| 8       | Regió de Múrcia     | 1      | Cartagena                                  |